# Lishan Zhen (köping i Kina)
Lishan Zhen (kinesiska: 里山镇, 里山) är en köping i Kina. Den ligger i provinsen Zhejiang, i den östra delen av landet, omkring 24 kilometer söder om provinshuvudstaden Hangzhou. Antalet invånare är 8062. Befolkningen består av 3 998 kvinnor och 4 064 män. Barn under 15 år utgör 14,0 %, vuxna 15-64 år 72 %, och äldre över 65 år 13,0 %.
Genomsnittlig årsnederbörd är 1 869 millimeter. Den regnigaste månaden är juni, med i genomsnitt 328 mm nederbörd, och den torraste är november, med 74 mm nederbörd.